# Augustin Novák
Augustin Novák (20. září 1872, Kralupy nad Vltavou – 9. května 1951, Praha[zdroj?]) byl český národohospodář a v období 1921–1922 československý ministr financí.

## Život
Po ukončení páté třídy vyšší reálné školy v Písku nastoupil na Českoslovanskou obchodní akademii v Praze, kterou absolvoval v roce 1889. V říjnu téhož roku byl přijat za úředníka v České bance Union, kde pracoval dva roky v účtárně, rok v početním oddělení a potom v korespondenci české a německé. V lednu 1898 si podal žádost o přijetí do Zemské banky království Českého, kam byl v únoru 1898 přijat za praktikanta. Pak služebně postupoval, až se v roce 1915 stal ředitelským radou a 12. května 1916 jej císař jmenoval jedním ze stálých ředitelů (banka měla ještě volené ředitele a jednoho vrchního, později generálního ředitele). V této funkci řídil přípravu poukázek Zemské banky království Českého na základě zákona o obchodních platidlech z listopadu 1918.
Na přelomu let 1918–1919 se stal jedním z hlavních spolupracovníků ministra financí Aloise Rašína při vzniku československé měny. Když v březnu 1919 vznikl Bankovní úřad ministerstva financí jako provizorní centrální úřad, byl Rašínem postaven do čela jeho úřednického sboru jako vrchní ředitel. Tuto funkci vykonával po celou dobu jeho existence do konce roku 1925 kromě období od 26. září 1921 do 7. října 1922, kdy byl v tzv. vládě všenárodní koalice Edvarda Beneše ministrem financí a ve funkci jej zastupoval náměstek Karel Kučera.
Po přeměně Bankovního úřadu ministerstva financí na Národní banku Československou od 1. dubna 1926 (de iure se zpětnou platností od 1. ledna) pokračoval až do února 1934 ve funkci vrchního ředitele Národní banky Československé. Banku opustil společně s prvním guvernérem Vilémem Pospíšilem na protest proti devalvaci československé koruny. Jako národohospodář tím ustoupil do pozadí, ve 40. letech se ještě stal členem představenstva Živnostenské banky.
Augustin Novák zemřel 9. května 1951 v Praze.[zdroj?] Je pochován na pražském hřbitově Malvazinky. Tchánem jeho dcery Marie byl další ministr financí Bohdan Bečka, pochovaný se svou rodinou v témže hrobě.